# 산척중학교
산척중학교(山尺中學校)는 대한민국 충청북도 충주시 산척면 영덕리에 있는 공립 중학교이다.

## 학교 연혁
- 1932년 6월 4일 : 산척초등학교 설립
- 1971년 3월 9일 : 산척중학교 설립
- 2022년 3월 1일 : 산척초중학교 통합운영
- 2022년 3월 1일 : 초대 김진주 교장 부임
- 2023년 9월 1일 : 전선재 교장 부임
- 2024년 1월 5일 : 제51회 중학교 졸업식 (9명)
- 2024년 3월 4일 : 중학교 7명 입학

## 참고 자료
- 산척중학교 - 한국교육학술정보원 학교알리미